# Rue Pouteau
La rue Pouteau est une rue du quartier des pentes de la Croix-Rousse dans le 1er arrondissement de Lyon, en France. Elle rend hommage à Claude Pouteau (1724-1775), chirurgien de l'Hôtel-Dieu de Lyon, membre de l'académie des sciences, belles-lettres et arts de Lyon.

## Situation et accès
C'est une voie en ligne droite qui alterne entre rues et escaliers. Elle commence rue Général-de-Sève, au niveau de la rue Jean-Baptiste-Say avec la circulation qui se fait dans le sens de la numérotation et à double-sens cyclable avec un stationnement d'un seul côté, et un stationnement cyclable à côté de la rue Lemot.
Ensuite ce sont des escaliers qui descendent jusqu'au commencement de la rue Diderot d'un côté, et d'escaliers qui mènent au jardin de l'esplanade de la grande côte, de l'autre côté. La rue atteint ensuite la rue Imbert-Colomèsoù d'autres escaliers rejoignent la rue des Tables-Claudiennesoù se trouve une borne-fontaine Bayard.
La voie se termine rue Burdeau en face du passage Thiaffait ; la circulation de cette dernière partie de la rue  se fait dans le sens de la numérotation et à double-sens cyclable avec un stationnement d'un seul côté ; un stationnement cyclable est disponible au bout de la rue.
Les lignes    passent par cette rue mais sans arrêt de bus.

## Origine du nom
Claude Pouteau (1724-1775) est un chirurgien lyonnais de l'Hôtel-Dieu, membre de l'académie des sciences, belles-lettres et arts de Lyon.
Un siècle avant Semmelweiss, il comprend que les infections se transmettent avec les mains et les instruments du chirurgien et recommande le lavage des mains.

## Histoire
Le 18 juin 1829, le conseil municipal décide de donner à cette rue le nom de Casati, du nom des donateurs de la rue et propriétaires du Clos Casati. Le même jour, la mairie attribue le nom de Pouteau à une rue au dessus de la rue Casati, qui a aujourd'hui disparu, et qui allait de la rue Pernetty et de Sève jusqu'à la place des Bernardines (fragment de l'actuel boulevard de la Croix-Rousse). Le 17 février 1855, le conseil municipal donne le nom de Pouteau à la rue Casati.